# Parts of Holland
Parts of Holland – byłe hrabstwo w Anglii, istniejące w latach 1889-1974. W 1961 roku hrabstwo liczyło 103 327 mieszkańców.